# Joseph Touchemoulin
Joseph Touchemoulin est un violoniste et compositeur français classique, né à Chalon-sur-Saône le 23 octobre 1727 et mort à Ratisbonne dans le Saint-Empire romain germanique le 25 octobre 1801.

## Biographie
Joseph est le fils du hautboïste Louis Touchemoulin et de Jeanne Roulot, famille résidant à Chalon à l'angle de la rue aux Fèvres et de la rue des Cloutiers.
Il fait toute sa carrière en Allemagne, d'abord en tant que maître de chapelle de l'électeur de Cologne, puis à la cour des princes Tour et Taxis de Ratisbonne. Entre-temps, il se  perfectionne dans la pratique du violon auprès de Tartini en Italie.
Il meurt à Ratisbonne le 25 octobre 1801 (sa pierre tombale est conservée en la basilique Saint-Emmeram).

## Œuvres
- dix-huit symphonies
- cinq concertos pour violon[3]
- un concerto pour clavecin
- un concerto pour flûte
- un quatuor à cordes
- quatre sonates pour violon et basse continue
- un requiem
- une messe, ainsi que diverses pièces vocales & instrumentales.

Parmi les opéras tous disparus
- Annette et Lubin, dont il subsiste le livret
- Der rasende Roland
- Il vote

## Enregistrements
- Concertos & Symphonies par l'ensemble Les Inventions, dir. Patrick Ayrton (Ramée, 2008)